# Panstenon impube
Panstenon impube är en stekelart som beskrevs av Xiao och Huang 2000. Panstenon impube ingår i släktet Panstenon och familjen puppglanssteklar. Inga underarter finns listade i Catalogue of Life.